# Moon Eui-Jae
Moon Eui-Jae (Daejeon, Corea del Sur, 10 de febrero de 1975) es un deportista surcoreano especialista en lucha libre olímpica donde llegó a ser subcampeón olímpico en Sídney 2000.

## Carrera deportiva
En los Juegos Olímpicos de 2000 celebrados en Sídney ganó la medalla de plata en lucha libre olímpica de pesos de hasta 76 kg, tras el luchador estadounidense Brandon Slay (oro) y por delante del turco Adem Bereket (bronce).